# Leeds Rhinos
Leeds Rhinos är en rugby league-klubb i Leeds.
Klubben bildades 1895 som Leeds St Johns, men bytte namn till enbart Leeds strax efter att de flyttade till sin nuvarande arena Headingley. 
I samband med att Super League bildades bytte klubben återigen namn, nu till Leeds Rhinos.
Leeds har vunnit 9 mästerskap genom åren: 1960–61, 1968–69, 1971–72, 2004, 2007, 2008, 2009, 2011, 2012.